# 세나 왕조
세나 왕조(산스크리트어: सेनः, 벵골어: সেন)는 11세기 말부터 13세기 중반에 걸쳐 벵골 지방에 존재했던 왕조이다. 수도는 나바드윕이었다.

## 역사
세나 왕조는 남부의 데칸고원에서 발호하였다. 11세기 카르나타카 지역에서 용병 또는 침입자로 벵골 지방에 이주하여 이 땅에 정착했다. 그들은 라다 지역 (현재 바르드만 일대)를 거점으로 실질적인 건국자로 평가되는 3대 비자야 세나의 통치에 팔라 제국의 쇠퇴와 함께 세력을 확대한다. 비자야 센은 동 강가 왕조와 동맹을 맺어 동벵골(반가 지역) 바르만 왕조를 멸명시키고 미티라(북 비하르)의 왕 너야데바를 공격하고, 벵골의 강국으로 성장하였다.
비자야 세나의 아들 발랄 세나는 1162년 무렵 (혹은 아버지 비자야 세나의 생전)에 팔라 제국을 물리치고 가우다(북 벵골 지방)를 합병한다.
5대 왕 라크시만 세나는 주변국 칸푸르, 칼링가, 메갈라야의 전쟁에 승리를 거두면서 바라나시를 지배하는 가하다바라 왕조의 침입을 격퇴하였다. 라크시만의 승리를 기리는 비문이 바라나시, 가야(Gaya, India), 알라하버드 등에 지어졌고, 팔라 왕조와 마찬가지로 사절을 중국에 파견하여 해양 교역을 활성화시켰다. 그러나 12세기 말부터 왕조의 쇠퇴가 시작되었고, 1196년에는 후구리 하구의 돈마나파라가 독립 상태에 있었다. 1202년에 북서 인도의 이슬람 왕조인 고르 왕조 군인 무함마드 바흐티야르 할지의 공격을 받아 서북 벵골을 상실하였다. 라크쉬만은 쇼나루가온을 중심으로 남동쪽 벵골로 천도를 했다. 이후 세나 왕조는 남동쪽 벵골을 영유하는 작은 세력으로 생존하였지만, 잔존 세력도 13세기 중반에 멸망했다.

## 종교
먼저 벵골의 대부분을 지배하고 있던 팔라 제국은 불교가 극진하게 보호를 받았지만, 세나 왕국은 힌두교와 힌두교 미술이 중시되었다. 발랄 세나는 힌두교를 독실하게 신봉하였고, 그의 전도로 벵골 지방에서 최초로 힌두교가 전파되었다. 전하는 이야기에 따르면 벵골 지방에서 계급이 정비된 것은 발랄의 통치기였다. 발랄은 왕의 권위를 높이기 위해 브라만을 중용했지만, 높은 지위에 오른 브라만들이 전면에 등장함으로써 왕권에도 그들의 영향을 받게 된다. 왕도는 웅장한 힌두 사원이 건립되었지만, 14세기에 이슬람에 의해 파괴되었고, 사원의 석재는 모스크의 건축 자재에 전용되었다.
한편, 팔라 왕조에 번성했던 불교는 불행한 시대를 보낸다. 불교는 힌두교로 개종하거나 승려와 함께 다른 불교 국가로 이주를 했다. 1203년에 할지 왕조 군대에 의해 인도 불교의 중심지였던 비크라마쉴러 사원이 파괴되고 수많은 승려들이 학살되면서, 인도의 불교는 임종을 맞이했다. 터키 왕조 침입 후 많은 승려가 티베트로 망명하였고, 그 중에는 티베트 불교의 일파인 사캬 파의 지도자 사캬 판디타에 율법을 존중하는 카체 판첸 셔 캐쉬 리파 도라도 포함되어 있었다.

## 문화
이 시대에는 지방어인 벵골어가 성장했다. 역대 왕과 고관은 시문을 애호하고 그들에 의해 학예는 보호되었다. 세나 왕조에서 벵골 문학을 대표하는 인물로, 산스크리트어 가사 "상 기타 · 고뷘다 (목축업의 노래)"을 저술 한 궁정 시인 자야 데바들 수 ‘상 기타 고빈다’는 벵골의 크리슈나에 대한 박티 신앙의 유행에 기여하였다. 또한 4대 왕 발랄 세나는 문인 왕으로도 유명해 산스크리트어로 시를 많이 지었다.

## 같이 보기
- 인도의 역사